# ميخائيل فاضل
فيلبس بطرس الجميل (1710 - 1795) البطريرك الماروني الرابع والستون؛ لحبرية قصيرة بين عامي 1793 و 1795.

## حياته
ولد ميخائيل فاضل في بيروت عام 1710، انخرط في سلك الكهنوت باكرًا وغدا قسًا وله من العمر 21 عامًا عام 1741، واستمر حتى عام 1753 في إدارة الكنيسة المارونية في عكا. في عام 1754 كان أول من عمّد أمراء آل شهاب في لبنان، وفي عام 1762 غدا أسقفًا وكرّس كنائب بطريركي على الصور، ومن ثم غدا رئيس أساقفة بيروت. في عام 1766 كان البطريرك الفاضل من المعارضين للبطريرك الخازن، وأحد أنصار إقالته، ولذلك قام البطريرك بعزله عن إدارة أبرشية بيروت وتعيين جوزيف نجيم بدلاً منه، قبل أن يحلّ النزاع في مجمع كنسي عام 1786. انتخب بطريركًا بعد وفاة يوسف اسطفان في أبريل 1793 غير أن انتشار الوباء في جبل لبنان، أجل التئام المصف الأسقفي حتى سبتمبر 1793. واختار أن يقيم في دير الحراش في كسروان. طلب البطريرك عملاً بالقانون الكنسي، التثبيت من البابا، غير أن وفاته في 17 مايو 1795 في دير الحراش حيث دفن، كانت قبل توشيحه بالباليوم البابوي.

## مواقع خارجية
- بطاركة من تاريخ الموارنة على يوتيوب.
- البطاركة الموارنة.(بالإنجليزية)